# Bradornis
Bradornis, es un género obsoleto de aves paseriformes perteneciente a la familia Muscicapidae. Agrupaba a cinco especies reconocidas, originarias de África. A partir de la versión 4.1 (de 2014) desapareció de la clasificación de referencia del Congreso Ornitológico Internacional al transferirse todas sus especies al género Melaenornis, como resultado de las conclusiones de varios estudios géneticos. 

## Especies
El género contenía las siguientes especies:
- Bradornis infuscatus
- Bradornis mariquensis
- Bradornis microrhynchus
- Bradornis pallidus
- Bradornis pumilus